# 松郷 (所沢市)
松郷（まつごう）は、埼玉県所沢市の大字。郵便番号は359-0027。

## 地理
所沢市内の東部に位置し、松井地区に所属する。近隣の新郷・東所沢和田・上安松・下安松・牛沼と隣接する。
地内を東西に国道463号が通り、「松郷交差点」で南北に都市計画道路「東京狭山線」が貫く（当該交点以北は埼玉県道126号所沢堀兼狭山線、以南は東京都道・埼玉県道24号練馬所沢線）。東西・南北ともに4車線の幹線道路であり、道路交通の便が優れている。
関越自動車道所沢インターチェンジから同「松郷交差点」までは自動車で約10分程度の距離、またJR東日本武蔵野線の東所沢駅から最も近い区域（所沢松郷工業団地）までは徒歩で10分程度の距離にある。
地内の低地を西から東に東川が流れている。地内は南部は住宅地、中部は主に畑などの農地、北部は主要な通り沿いに物流倉庫などがある。

### 河川
- 東川

### 地価
住宅地の地価は、2015年（平成27年）1月1日の公示地価によれば、松郷118番9外の地点で12万7000円/m2となっている。

## 歴史
かつては埼玉県入間郡松井村の村域であった。

### 沿革
- 1889年（明治22年）4月1日 - 町村制施行に伴い、上安松村、下安松村、下新井村、牛沼村が合併し、松井村となる。
- 1943年（昭和18年）4月1日 - 松井村が所沢町と合併、入間郡所沢町が改めて成立する。
- 1950年（昭和25年）11月3日 - 所沢町が市制を施行、同時に大字下安松より一部が分離[9]、所沢市の大字松郷が成立する[10][6]。
- 1962年（昭和37年） - 地内に「市営松郷第1住宅」が建設される[10]。
- 1963年（昭和38年） - 地内に所沢養護老人ホーム「亀鶴園」が開設される[10]。
- 1968年（昭和43年） - 地内に「所沢下水処理場」が開設される。県内では6番目の下水処理場であった[11]。
- 1969年（昭和44年） - 地内に「市営松郷第2住宅」が建設される[10]。
- 1970年（昭和45年） - 地内に「市営松郷第3住宅」が建設される[10]。
- 1975年（昭和50年） - 地内に「所沢清掃事務所」が開所される[10]。
- 1986年（昭和61年）8月31日 - 区画整理に伴う町名・地番変更で一部が東所沢和田になり分離[12]。
- 2024年（令和6年）‐地内に所沢市初となる私立学校「開智学園開智所沢小学校・中等教育学校」が開校予定。

## 世帯数と人口
2017年（平成29年）9月30日現在の世帯数と人口は以下の通りである。
| 大字 | 世帯数    | 人口    |
| ---- | --------- | ------- |
| 松郷 | 1,605世帯 | 3,582人 |

## 小・中学校の学区
市立小・中学校に通う場合の学区（校区）は以下の通り。
| 町丁 | 番・番地 | 小学校                       | 中学校                           |
| ---- | -------- | ---------------------------- | -------------------------------- |
| 松郷 | 北西部   | 所沢市立若松小学校（下新井） | 所沢市立中央中学校（並木）       |
| 松郷 | 中央部   | 所沢市立牛沼小学校（牛沼）   | 所沢市立安松中学校（東所沢和田） |
| 松郷 | 南西部   | 所沢市立牛沼小学校（牛沼）   | 所沢市立東中学校（牛沼）         |

## 交通

### 鉄道
地内に鉄道は敷設されていない。最寄駅はJR東日本武蔵野線東所沢駅である。

### バス
西武バス
- 武蔵野線東所沢駅よりエステシティ所沢行きバス
  - 所沢車検場前等のバス停が利用できる。

### 道路
- 国道463号
- 埼玉県道126号所沢堀兼狭山線、東京都道・埼玉県道24号練馬所沢線
- 市道「東川桜通り」

交差点
- 新郷・松郷・松郷中央・所沢車検場前・松郷橋・東中学校入口・弘法橋

## 施設
公共
- 所沢市観光情報・物産館 YOT-TOKO - ところざわサクラタウンの東川を挟んだ向かいに立地する。
- 松郷公園[14]
- 松郷西公園[15]
- 松郷南公園[16]
- 北山公園[17]
- 松郷中央会館
- 下安松愛宕山自治会集会所

教育
- 所沢市立松郷保育園[18]
- 私立れんげ保育園[19]
- コロンビアインターナショナルスクール
- 開智学園開智所沢小学校・中等教育学校（2024年4月開校予定）

その他
- 所沢松郷団地
- 松郷市営住宅[20]
- 養護老人ホーム亀鶴園[10]

## 映画『となりのトトロ』のモデル
1988年公開のスタジオジブリ映画『となりのトトロ』（監督宮崎駿）で、主人公の家がある場所はマツゴウと呼ばれる集落であるが、これは当地が舞台とされている。また、町域の一部が所沢カルチャーパーク（住所は所沢市下新井）となっており、雑木林など当時とほぼ変わらない風景が園内の一部に保存されている。
なお、作中ではマツゴウから主人公の母親が入院している「七国山病院」まで「大人の足でも3時間かかる」とされているが、当地から「七国山」のモデルとされる「八国山緑地」（東京都東村山市）までは直線距離にして約5 kmである。